# Myristica duplopunctata
Espèce
Myristica duplopunctata est une espèce de plantes de la famille des Myristicaceae.

## Liste des sous-espèces
Selon Catalogue of Life (11 avril 2019) :
- sous-espèce Myristica duplopunctata subsp. duplopunctata
- sous-espèce Myristica duplopunctata subsp. versteeghii

Selon Tropicos (11 avril 2019) :
- sous-espèce Myristica duplopunctata subsp. versteeghii W.J. de Wilde

## Publication originale
- Blumea 40(2): 275. 1885.